# Џон Ленард-Џоунс
Сер Џон Едвард Ленард-Џоунс (енгл. John Edward Lennard-Jones; Ли, 27. октобар 1894 — Стоук на Тренту, 1. новембар 1954) био је британски физичар и математичар који је био на челу катедре теоријске физике на Универзитету Бристол, а затим катедре теоријске науке на Универзитету Кембриџ. Неки га сматрају оцем модерне рачунарске хемије.